# Boeing NLA

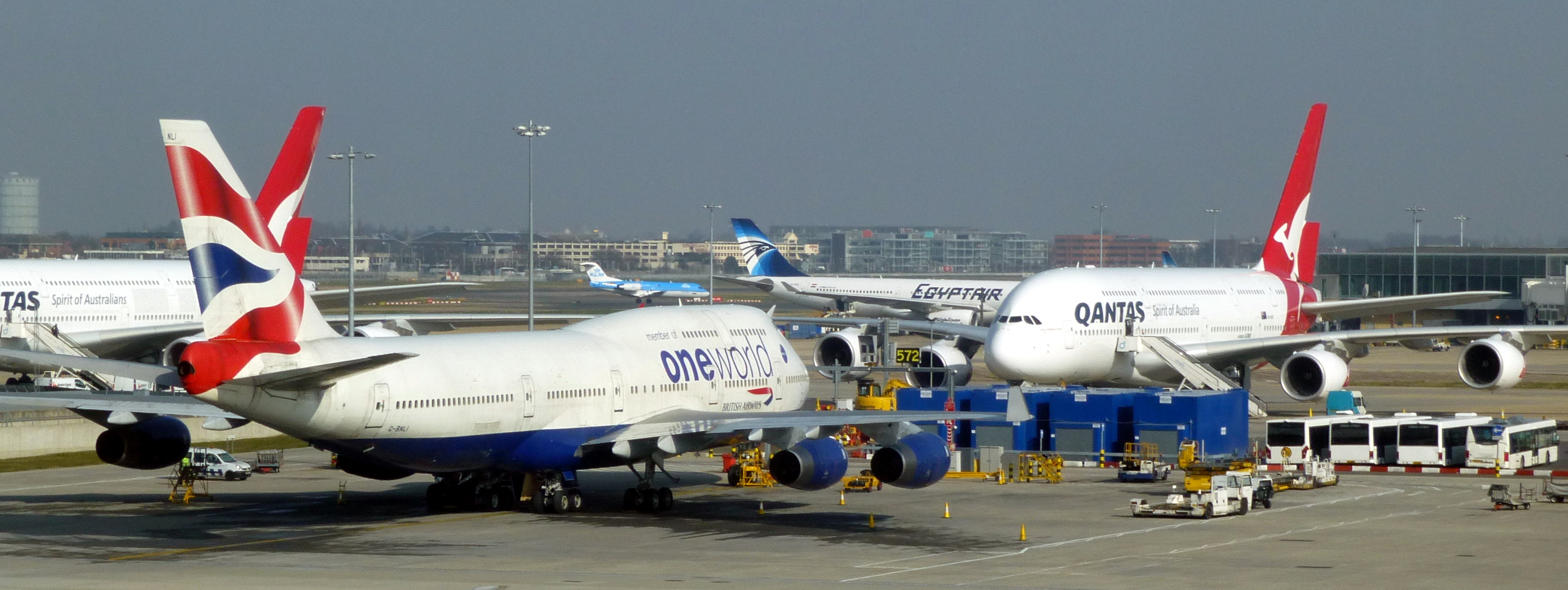
El Airbus A380 es más grande que cualquier avión comercial de Boeing, incluido el entonces buque insignia, el Boeing 747-400.

El Boeing NLA, o New Large Airplane, fue un concepto de la década de 1990 para un avión de pasajeros cuatrimotor totalmente nuevo en el mercado de más de 500 asientos. Con un tamaño propuesto algo mayor que el 747, era un concepto similar al McDonnell Douglas MD-12 y posteriormente al Airbus A380. En 1993, Boeing decidió no continuar con el desarrollo de este concepto y se concentró en los Boeing 747-500X y 747-600X, luego en los 747X y 747X Stretch y, posteriormente, en el Boeing 747-8. Los nombres de proyecto para esta propuesta fueron NLA y Boeing 763-246C.

## Historia
El nuevo gran avión de Boeing fue uno de los varios proyectos propuestos por Boeing a finales del siglo XX como forma de competir con su rival Airbus. El proyecto del Airbus A380 empezó a publicitarse en 1990 con el fin de intentar desviar el mercado de la aviación comercial del entonces muy extendido Boeing 747. Boeing intentó combatir esto y comenzó a trabajar en los diseños del NLA a principios de los años 1990, con una fecha de entrada en servicio prevista para antes del año 2000 con el fin de superar al Airbus A380.

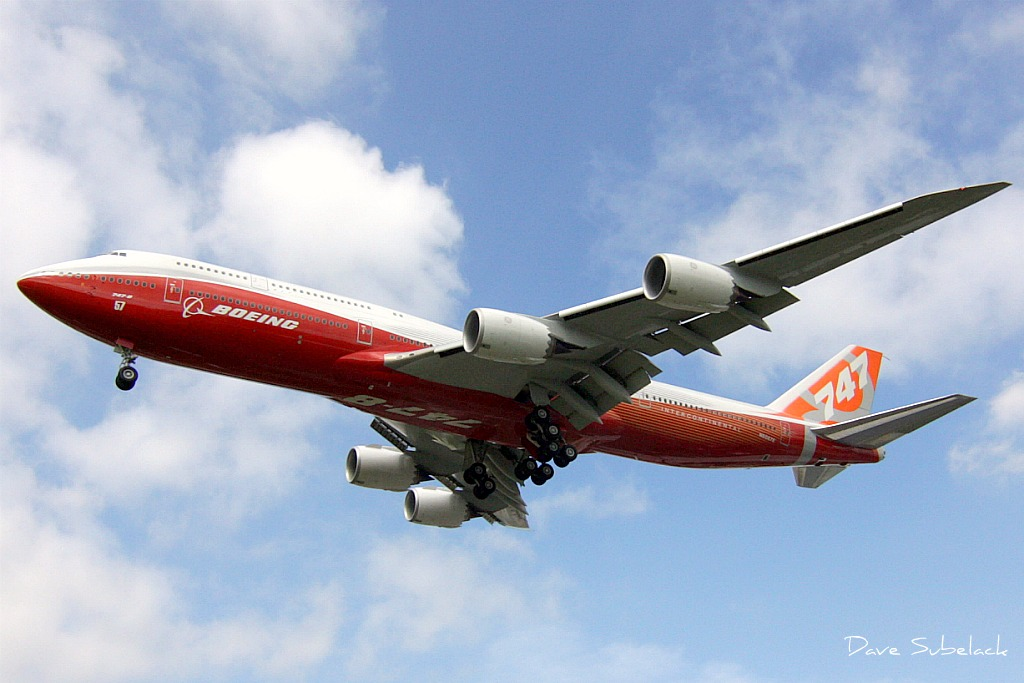
El Boeing 747-8 se convertiría más tarde en la última evolución de la familia 747 en medio de un interés decreciente en el sector de los jumbo jet.

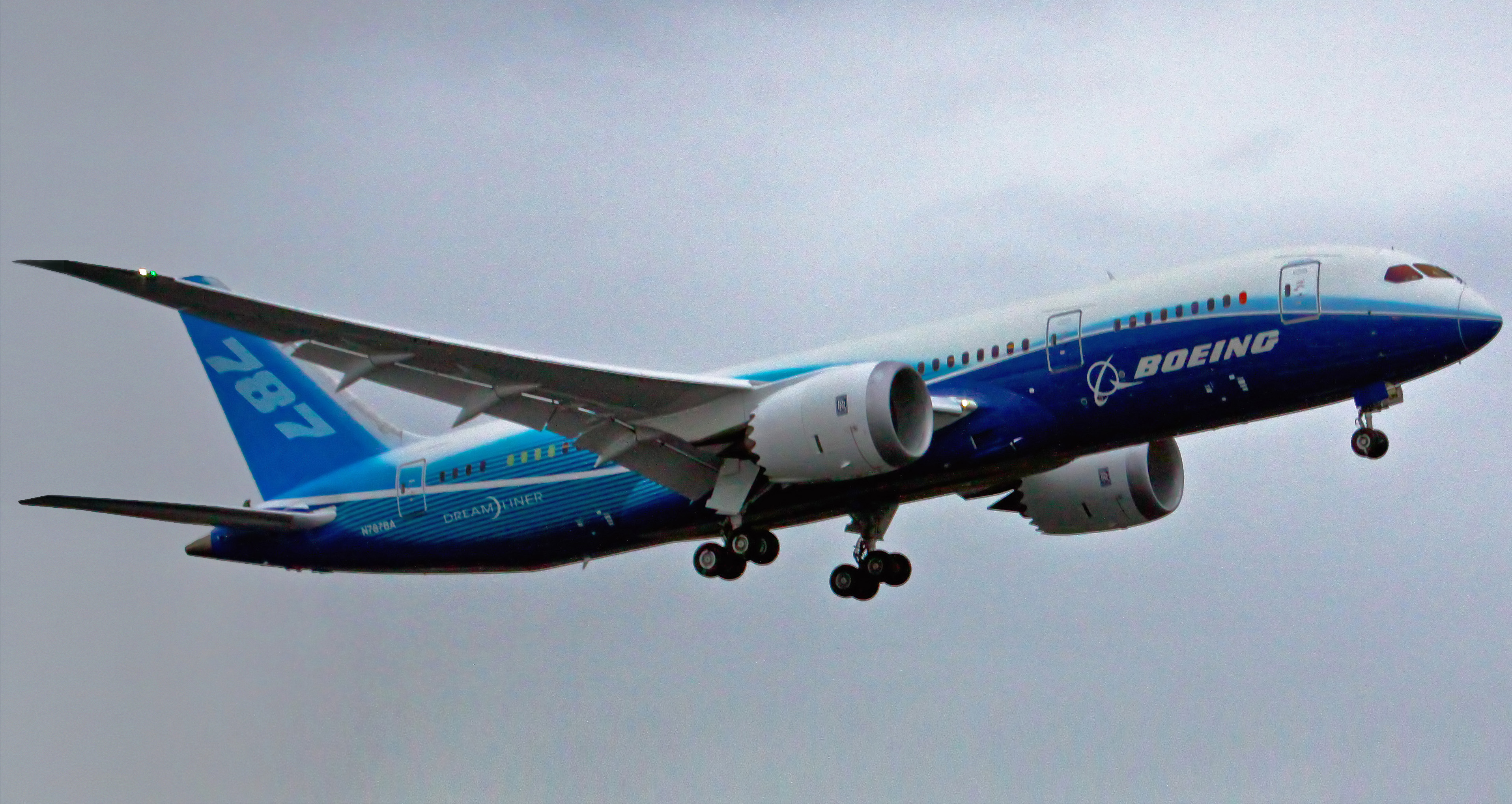
Los bimotores de tamaño mediano, como el Boeing 787 Dreamliner, fueron posteriormente preferidos por Boeing y por todo el mercado.

El objetivo del proyecto NLA era crear un avión capaz de viajar principalmente en rutas de larga distancia y transportar grandes cantidades de pasajeros o carga. En el momento del diseño, no se había introducido el sistema ETOPS y los aviones birreactores no se consideraban adecuados para vuelos transpacíficos, por lo que el NLA se diseñó con una disposición de cuatro reactores (dos en cada ala), muy similar al 747 y al A380.[cita requerida] Fue diseñado para realizar vuelos de larga distancia y alta demanda, como de Sídney a Dubái o de Londres a Nueva York, con una duración de entre 8 y 14 horas. Con el objetivo de superar a sus competidores en función del volumen de pasajeros, el diseño del NLA debía incluir una configuración de dos pisos de longitud completa. Esto habría permitido transportar entre 600 y 1.000 pasajeros (dependiendo de la aerolínea y la configuración de los asientos de la clase), unos 50 pasajeros más que el A380 por configuración. 
Sin embargo, después de sólo unos pocos años de trabajar en el proyecto, Boeing decidió que el modelo NLA no era sostenible teniendo en cuenta la tendencia actual del mercado de la aviación comercial. En lugar de aviones más grandes y de mayor capacidad, capaces de realizar largas rutas de centro a centro en un solo vuelo, Boeing decidió que el futuro estaba en vuelos más pequeños y directos. Como resultado, cancelaron el proyecto NLA.[cita requerida]
| Tripulación de cabina         | Dos                               |
| Capacidad de asientos         | 606 (clase 3)                     |
| Longitud total                | 244 pies 4 plg (74,47 m)          |
| Envergadura                   | 260 pies 0 en (79.25 metro)       |
| Altura                        | 77 pies 8 en (23.67 metro)        |
| Peso máximo de despegue       | 454,000 kilogramos (1.001.000 lb) |
| Autonomía con carga de diseño | 7800 nmi (14 445,6 km; 8976,1 mi) |
| Motores (4×)                  | General Electric GE90             |

Fuente: Seattle Post-Intelligencer 